# Ope
Ope är en ort i Brunflo distrikt (Brunflo socken) i Östersunds kommun i Sverige. Orten klassades tidigare som en egen tätort men utgör istället sedan 2015, tillsammans med Brunflo, en del av tätorten Östersund med totalt omkring 50 000 invånare.

## Befolkningsutveckling
| Befolkningsutvecklingen i Ope 1960–2010 | Befolkningsutvecklingen i Ope 1960–2010 | Befolkningsutvecklingen i Ope 1960–2010 | Befolkningsutvecklingen i Ope 1960–2010 | Befolkningsutvecklingen i Ope 1960–2010 |
| --------------------------------------- | --------------------------------------- | --------------------------------------- | --------------------------------------- | --------------------------------------- |
|                                         |                                         |                                         |                                         |                                         |
| År                                      |                                         |                                         | Folkmängd                               | Areal (ha)                              |
| 1960                                    | 1960                                    |                                         | 365                                     |                                         |
| 1965                                    | 1965                                    |                                         | 330                                     |                                         |
| 1970                                    | 1970                                    |                                         | 454                                     |                                         |
| 1975                                    | 1975                                    |                                         | 396                                     |                                         |
| 1980                                    | 1980                                    |                                         | 419                                     |                                         |
| 1990                                    | 1990                                    |                                         | 392                                     | 85                                      |
| 1995                                    | 1995                                    |                                         | 417                                     | 85                                      |
| 2000                                    | 2000                                    |                                         | 423                                     | 85                                      |
| 2005                                    | 2005                                    |                                         | 441                                     | 85                                      |
| 2010                                    | 2010                                    |                                         | 453                                     | 85                                      |
|                                         |                                         |                                         |                                         |                                         |

## Idrott
Orten är känd för idrottsföreningen Ope IF som på 1970- och '80-talen spelade fotboll i herrarnas näst högsta division.